# Jane Jacobs
Jane Jacobs   (Scranton, 4 de maig de 1916 - Toronto, 25 d'abril de 2006) va ser una teòrica i activista de l'urbanisme humanista estatunidenca. El 1968, va marxar dels Estats Units per evitar que els seus fills anessin a la Guerra de Vietnam i va instal·lar-se a Toronto. Tampoc volia contribuir amb els seus impostos a finançar guerres.
Jacobs va viure a Nova York, on va començar a interessar-se per les qüestions urbanes i el periodisme. Va treballar primer per a l'United States Office of War Information i després com a reportera per a Amerika, publicació del Departament d’Estat dels EUA. A més, va ser editora de la revista Architectural Forum. En els seus articles va criticar durament les tendències urbanístiques dominants de la dècada del 1950. L’any 1961 va publicar The Death and Life of Great American Cities, un llibre en el qual va defensar que abans de canviar una ciutat, calia conèixer-la. El seu missatge va propiciar l’auge d’un nou urbanisme centrat en la perspectiva de gènere i la participació ciutadana.

## Obres
- The Death and Life of Great American Cities (1961) New York: Random House. ISBN 0-679-60047-7
- The Economy of Cities (1969)
- The Question of Separatism: Quebec and the Struggle over Sovereignty (1980) ISBN 0-394-50981-1
- Cities and the Wealth of Nations (1984) ISBN 0-394-72911-0
- Systems of Survival:A Dialogue on the Moral Foundations of Commerce and Politics (1992) ISBN 0-679-74816-4
- The Nature of Economies (2000) New York: Random House, The Modern Library. ISBN 0-679-60340-9
- Dark Age Ahead (2004) ISBN 1-4000-6232-2